# کریستینا فوگل
کریستینا فوگل (آلمانی: Kristina Vogel؛ زادهٔ ۱۰ نوامبر ۱۹۹۰) دوچرخه‌سوار اهل آلمان است که در مسابقات کشوری و بین‌المللی در مجموع برندهٔ ۱۰ مدال طلا، ۴ مدال نقره، ۶ مدال برنز شده‌است. کریستینا فوگل در بازی‌های المپیک تابستانی ۲۰۱۲ و بازی‌های المپیک تابستانی ۲۰۱۶ برندهٔ مدال طلا شد. او همچنین برندهٔ جوایزی همچون برگ بوی نقره‌ای شده است.